# Ezkirotz (Esteribar)
Pour les articles homonymes, voir Ezkirotz.
Ezkirotz en basque ou Esquíroz en espagnol, est un village situé dans la commune d'Esteribar dans la Communauté forale de Navarre, en Espagne.
Ce hameau, qui n'a pas le statut de concejo, est situé dans la zone linguistique bascophone de Navarre.

## Démographie
| 2000 | 2001 | 2002 | 2003 | 2004 | 2005 | 2006 | 2007 | 2008 | 2009 | 2010 | 2011 | 2012 | 2013 | 2014 | 2015 | 2016 | 2017 | 2018 |
| ---- | ---- | ---- | ---- | ---- | ---- | ---- | ---- | ---- | ---- | ---- | ---- | ---- | ---- | ---- | ---- | ---- | ---- | ---- |
| 26   | 37   | 34   | 30   | 22   | 21   | 12   | 16   | 18   | 18   | 17   | 16   | 15   | 11   | 14   | 16   | 16   | 15   | 15   |

## Culture et patrimoine

### Pèlerinage de Compostelle
Sur le Camino navarro du Pèlerinage de Saint-Jacques-de-Compostelle, on vient du hameau d'Ilarratz dans la commune d'Esteribar. La prochaine halte est le concejo de Larrasoaña dans la même commune.

### Sources et bibliographie
- (eu) Cet article est partiellement ou en totalité issu de l’article de Wikipédia en basque intitulé « Ezkirotz_(Esteribar) » (voir la liste des auteurs).
- Grégoire, J.-Y. & Laborde-Balen, L. , « Le Chemin de Saint-Jacques en Espagne - De Saint-Jean-Pied-de-Port à Compostelle - Guide pratique du pèlerin », Rando Éditions, mars 2006,  (ISBN 2-84182-224-9)
- « Camino de Santiago St-Jean-Pied-de-Port - Santiago de Compostela », Michelin et Cie, Manufacture Française des Pneumatiques Michelin, Paris, 2009,  (ISBN 978-2-06-714805-5)
- « Le Chemin de Saint-Jacques Carte Routière », Junta de Castilla y León, Editorial Everest